# São João da Ponte
São João da Ponte là một đô thị thuộc bang Minas Gerais, Brasil. Đô thị này có diện tích 1849,188 km², dân số năm 2007 là 26091 người, mật độ 14 người/km².